# لازم ضمني
اللوازم الضمنية عند البلغاء أن يؤتى بألفاظ مشتركة ويكون لكل لفظ معنى مفيد للغرض، ثم يراعى النظير لثاني المعاني بإيراد لوازمه، على أن يكون المعنى الثاني غير مقصود أصلا لا ينصرف إليه الظن. والفرق بين هذا وبين التخييل أن الذهن في التخييل ينصرف إلى المعنى الثاني أما في اللوازم الضمنية فلا.

## أمثلة
من عزمه الجازم حين أمر بنصب الراية — جاء الفتح وضم السعادة سعادة
ز عزم جزم چو فرمود نصب رایت را

رسید فتح و بر آن گشت ضم سعادتها
فلكل من الجزم والنصب وافتح والضم معنيان أولهما علامات الحركات والسكون، والثاني أن الجزم يعني القطع والنصب إقامة الشيء والفتح الظفر والضم الجمع فالمراد من سياق التركيب هو هذا المعنى.